# Thelotrema berkeleyanum
Thelotrema berkeleyanum är en lavart som först beskrevs av Jean François Montagne, och fick sitt nu gällande namn av Brusse 1988. Thelotrema berkeleyanum ingår i släktet Thelotrema och familjen Thelotremataceae.   Inga underarter finns listade i Catalogue of Life.